# Heraclea d'Atamània
Heraclea d'Atamània (en llatí Heracleia, en grec antic Ἡράκλεια) era una ciutat fortificada i fortalesa d'Atamània, a l'Epir, el lloc exacte de la qual es desconeix.